# Ланкастери
Династија Ланкастер била је огранак енглеске краљевске династије Плантагенет. Династија Ланкастер је била једна од супротстављених страна у Рату ружа, грађанском рату који је задесио Енглеску и Велс током 15. века. Династије је добила име месту Ланкастер, јер су њени чланови били потомци Џона од Гента, првог војводе од Ланкастера и сина Едварда III. Њихов симбол је била Црвена ружа Ланкастера.
Противник династије Ланкастер била је династија Јорк. Крај династије Ланкастер се десио у бици код Тјуксберија 1471. Међутим династија Тјудор, која је владала Енглеском од 1485. до 1603, је била потомак Ланкастера преко Маргарет Бофорт, праунуке Џона од Гента, која се удала за Едмунда Тјудора, грофа од Ричмонда. Маргаретин син је био краљ Хенри VII. Хенри VII је учврстио своје захтеве за престолом након женидбе са Елизабетом од Јорка, наследницом династије Јорк. Њихова деца и унуци ће бити чланови династије Тјудор, а њен праунук Џејмс I ће постати први краљ Енглеске из династије Стјуарт.
Ривалство између Ланкастера и Јорка, у облику грофовија Ланкашир и Јоркшир, се наставило до данашњих дана, али на више пријатељској основи. На пример, годишење спортско такмичење између Универзитета Ланкастер и Универзитета Јорка се назива Турнир ружа.